# Škripari
Škripari je naziv za navijače nogometnog i košarkaškog kluba Širokog Brijega.
9. rujna 1996. godine navijači prihvaćaju ideju i prijedlog, te uzimaju ime Škripari, po križarima koji su 1945. godine odbijali priznati novu vlast i nastavili se boriti svojim posebnim gerilskim načinom otpora do sredine pedesetih godina. 
Bili su problem tadašnjoj komunističkoj vlasti. Njihova prebivališta i skrovišta bila su u kamenjaru, u takozvanim škripinama. Godinama je poistovjećivanje sa Škriparima značilo imati posla s policijom, riskiranje batina i zatvora. U spomen na njih, širokobriješki navijači se poistovjećuju s njima i svojoj navijačkoj skupini daju ime po njima.

## Vanjske poveznice
- Stranica Škripara  Arhivirana inačica izvorne stranice od 25. lipnja 2009. (Wayback Machine)